# Serin à croupion jaune
Crithagra xanthopygia
Espèce
Statut de conservation UICN

 LC  : Préoccupation mineure
Le Serin à croupion jaune (Crithagra xanthopygia) est une espèce d'oiseaux appartenant à la famille des Fringillidae.

## Distribution
Endémique sédentaire en Érythrée et dans le nord de l’Éthiopie. Érythrée : plateau central, Éthiopie : hauts plateaux de l’ouest, Bahar Dar et Tissisat Falls vers l’est jusqu’aux contreforts de l’escarpement de la Rift Valley (Fry & Keith 2004). Depuis, d’autres localisations ont été ajoutées : Nakfa, Tesseney, Senafe, Filfil Solomuna, Adi Quala, Adi Neami, Tera Emni, Menguda, de sorte que les deux aires se rejoignent probablement (Ottaviani 2011).

## Habitat
Il est peu documenté, Fry & Keith (2004) mentionnent seulement que ce serin habite les broussailles sur les hautes terres de l’Érythrée où des groupes se posent souvent sur des lignes téléphoniques mais il est absent des boisements denses. Readman et al. (2009) décrivent l’espèce comme localement commune dans les buissons, les zones herbeuses et les boisements ouverts en terrain sec et dégagé, entre 900 et 2500 m. 

## Alimentation
Elle n’est absolument pas documentée mais Ottaviani (2011) rapporte une observation d’un spécimen se nourrissant sur un oponce introduit Opuntia ficus-indica. D’autres plantes exploitées par ce serin ont été rapportées par Ottaviani (2011), photos à l’appui, comme des fleurs de sauge officinale (lamiacée) et des graines et/ou du nectar sur un plant de tabac Nicotiana glauca. 

## Mœurs
L’espèce est sédentaire mais rarement commune malgré une large distribution et généralement observée en petits groupes de deux à six individus se nourrissant ensemble. Dawit Berhane a remarqué que l’espèce est étroitement associée au serin à trois raies dans la région de Menguda, district de Dbarwa (Ottaviani 2011).

## Voix
Le chant consiste en courtes phrases de notes aiguës mais sans la sonorité assez particulière du serin : see-see-chewit, see-tsi-chew-sit-tsuwee et donc très différent de celui du serin de Reichenow. Les cris peuvent être transcrits par des tseet ou tseesu sifflés et un babil fin et aigu (Fry & Keith 2004).